# وویچیخ اسماژوفسکی
وویچیخ اسماژوفسکی (لهستانی: Wojciech Smarzowski؛ زادهٔ ۱۸ ژانویه ۱۹۶۳) کارگردان و فیلم‌نامه‌نویس اهل لهستان است.

## قسمتی از فیلمشناسی
- عروسی - ۲۰۲۱
- کشیشان - ۲۰۱۸
- فرشته نیرومند - ۲۰۱۴
- اداره ترافیک - ۲۰۱۳
- رُز - ۲۰۱۱
- بدون پنهان‌کاری - ۲۰۱۱
- خانه تاریک - ۲۰۰۹
- اولا بی‌ریخته - ۲۰۰۸
- عروسی - ۲۰۰۴

## جوایز و افتخارات
- تجلیل هیئت داوران جشنواره فیلم کارلووی واری از فیلم عروسی -۲۰۰۴